# Kognitive Ethologie
Als kognitive Ethologie wird das vergleichende, evolutionäre und ökologische Erforschen des Geistes von nicht-menschlichen Tieren, ihrer Denkprozesse, Absichten und Meinungen, ihrer Vernunft und Kognition sowie ihres Bewusstseins bezeichnet, das heißt die Anwendung von Theorien und Methoden der Kognitionswissenschaft im Bereich der Verhaltensforschung. Im Gegensatz zur „klassischen“ Ethologie ziehen kognitive Ethologen auch geistige Zustände und Fähigkeiten in Erwägung, wenn sie Tierverhalten beschreiben und zu erklären versuchen.
Die Bezeichnung geht zurück auf den im Jahr 1978 publizierten Fachartikel Prospects for a Cognitive Ethology von Donald R. Griffin, in dem er wörtlich „our behavioristic Zeitgeist“ kritisierte und darauf verwies, dass Verhaltensforscher seiner Ansicht nach herausgefunden haben, das Sozialverhalten, das Diskriminationslernen und insbesondere die Kommunikation vieler Tiere sei „hinreichend vielseitig um das übliche Leugnen von geistigem Erleben, vergleichbar dem unsrigen, infrage zu stellen.“
Das Anerkennen von mentalen und sozialen Fähigkeiten bei Tieren liefert wichtiges Argumentationsmaterial in der Diskussion um Tierethik und Tierrechte, zum Beispiel, wenn „etwaige Ähnlichkeiten zu intellektuellen oder sprachlichen Fähigkeiten des Menschen postuliert und diese als Begründung für den besonderen Schutz bestimmten Tiergruppen wie Schimpansen oder Delfinen herangezogen werden.“
Zu den bekanntesten Vertretern der kognitiven Ethologie gehören die US-Amerikaner Colin Allen (University of Pittsburgh, vormals Indiana University Bloomington) und Marc Bekoff (University of Colorado Boulder) sowie im deutschsprachigen Raum Julia Fischer (Universität Göttingen) und Thomas Bugnyar (Universität Wien).

## Kritik
Die Anwendung von Theorien und Methoden der Kognitionswissenschaft und insbesondere die Terminologie der kognitiven Ethologie („Absichten“, „Denken“, „Geist“, „Vernunft“) auf das Verhalten von Tieren ist umstritten. Im Historischen Wörterbuch der Biologie von Georg Toepfer heißt es beispielsweise: „Die Bezeichnung kognitive Ethologie ist in erster Linie in der philosophischen Literatur verbreitet. Manche Biologen, die mit der Untersuchung von kognitiven Prozessen bei Tieren befasst sind, verwenden den Terminus nur widerwillig, weil damit ein ausgeprägt deskriptiver und auf anekdotischer Evidenz beruhender Ansatz verbunden wird.“

## Belege
1. ↑  Marc Bekoff: Cognitive Ecology. In: William Bechtel, George Graham: A Companion to Cognitive Science. Blackwell Publishers, 1998, ISBN 1-55786-542-6, S. 371–379.
2. ↑  Donald R. Griffin: Prospects for a Cognitive Ethology. In: Behavioral and Brain Sciences. Band 1, Nr. 4, 1978, S. 527–538, doi:10.1017/S0140525X00076524
3. ↑  Julia Fischer: Kognitive Ethologie. In: Arianna Ferrari, Klaus Petrus: Lexikon der Tier-Mensch-Beziehungen. transcript Verlag, Bielefeld 2015, ISBN 978-3-8376-2232-4, S. 200.
4. ↑  Georg Toepfer: Historisches Wörterbuch der Biologie. Band 1, J.B. Metzler, Stuttgart / Weimar 2011, ISBN 978-3-476-02316-2, S. 476.